# 究极喧哗
《究极喧哗》是1998年发行于Microsoft Windows的漆弹电子游戏。游戏被视为史上最烂电子游戏之一，GameSpot打出1.7/10分，IGN打出0.7/10分，《PC World》则只给出6/100分。其1999年、2000年和2002年发行的三款续作亦皆获得负面评价。